# 基什托特福卢
基什托特福卢，是匈牙利巴兰尼亚州所辖的一个村。总面积10.50平方公里，总人口321，人口密度30.6人/平方公里（2011年1月1日）。